# Bibbiena (Italie)
Pour les articles homonymes, voir Bibbiena.
Bibbiena est une commune italienne d'environ 12 700 habitants située dans la province d'Arezzo dans la région Toscane en Italie centrale.

## Géographie

### Hameaux
Banzena, Bibbiena Stazione, Campi, Farneta, Marciano, Partina, Pian del ponte, Santa Maria del sasso, Serravalle, Soci, Terrossola

### Communes limitrophes
Bagno di Romagna, Castel Focognano, Chiusi della Verna, Ortignano Raggiolo, Poppi

## Monuments et patrimoine
- Musée archéologique du Casentino Piero Albertoni

## Administration
| Période                                  | Période  | Identité        | Étiquette                    | Qualité |
| ---------------------------------------- | -------- | --------------- | ---------------------------- | ------- |
| mai 2019                                 | En cours | Filippo Vagnoli | liste civique Avanti insieme |         |
| Les données manquantes sont à compléter. |          |                 |                              |         |

### Jumelages
- Boulazac (France) depuis 1989[2]